# Lily Vincent
Pour les articles homonymes, voir Vincent.
Lily Vincent, née le 1er mai 1926 à Schaerbeek et morte le 10 juillet 2009 à La Hulpe, est une chanteuse populaire belge.

## Biographie
Lily Vincent est le nom de scène de Liliane De Smedt. 
Sa carrière est véritablement lancée en 1953 quand elle est lauréate d'un concours de chant sur Radio Luxembourg. L'année suivante elle termine deuxième au concours de chant "les étoiles chantent".
Lili Vincent enregistre son premier disque vinyle (45 tours) en 1956 chez RCA. Contemporaine de Sacha Distel, de Gilbert Bécaud et de Luis Mariano, elle a souvent accompagné ces artistes en tournée. Ses dernières apparitions à l'écran sont à l'émission de Pascal Sevran.
Elle est citoyenne d’honneur de la commune de La Hulpe.
Même si la plupart de ses succès sont des reprises de chansons françaises, elle présente aussi des compositions personnelles.
Elle est décédée à l'âge de 83 ans.

## Honneurs
- Officier de l'ordre de Léopold II (2003)[1]
- Citoyenne d'honneur de La Hulpe